# لیندسی پترسون
لیندسی پترسون (انگلیسی: Lyndsey Patterson؛ زادهٔ ۷ دسامبر ۱۹۸۲) بازیکن فوتبال اهل ایالات متحده آمریکا است.
از باشگاه‌هایی که در آن بازی کرده‌است می‌توان به لس آنجلس سل، باشگاه فوتبال فیلادلفیا ایندپندنس، آتلانتا بیت، باشگاه فوتبال زنان سیاتل ساندرز، و باشگاه فوتبال رین اشاره کرد.